# AlphaFold

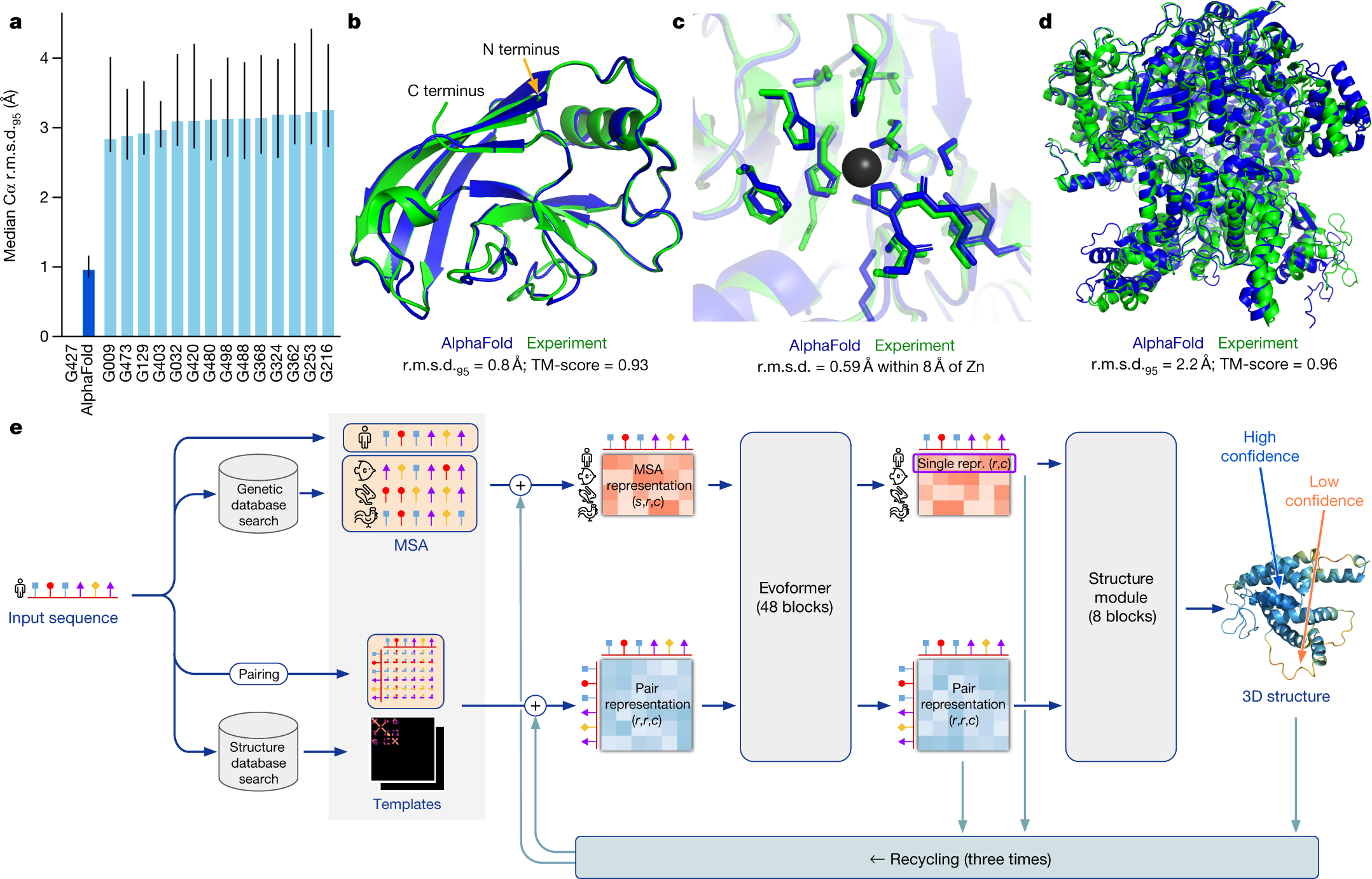
De performance, experimentele toepassingen en architectuur van AlphaFold 2

AlphaFold is een gratis beschikbaar AI-model ontwikkeld door Google DeepMind, dat in korte tijd grote impact heeft gehad op het vakgebied van de structuurbiologie. Het model is ontworpen om de ruimtelijke structuur van eiwitten te voorspellen op basis van de aminozuursequentie. Vóór de ontwikkeling van AlphaFold en vergelijkbare AI-modellen, kosten zulke voorspellingen jaren aan laboratoriumonderzoek met technieken als röntgendiffractie of cryo-elektronenmicroscopie. AlphaFold biedt een alternatief dat in veel gevallen sneller, goedkoper en bijna even nauwkeurig is.
Het model maakt gebruik van kunstmatige intelligentie, meer specifiek deep learning, die getraind is op een grote dataset van bekende eiwitstructuren. Tijdens de training leerde AlphaFold patronen herkennen in hoe aminozuursequenties zich vouwen tot specifieke driedimensionale vormen. De doorbraak kwam in 2020, toen AlphaFold uitzonderlijk goed presteerde in de internationale CASP-competitie (Critical Assessment of Structure Prediction), waarmee het zijn plaats vestigde als een van de meest geavanceerde eiwitvouwingsmodellen tot nu toe.
Sindsdien heeft AlphaFold geleid tot een versnelde ontdekking van eiwitstructuren. Het model heeft zijn weg gevonden in toepassingen als medicijnontwikkeling, enzymontwerp en ziekteonderzoek. De derde generatie van het model, AlphaFold 3, dat aangekondigd werd in mei 2024, is in staat om de structuur te voorspellen van complexen die gevormd worden door eiwitten met DNA, RNA, diverse liganden en ionen. Demis Hassabis en John Jumper van Google DeepMind ontvingen voor hun werk aan AlphaFold een deel van de Nobelprijs voor de Scheikunde in 2024.